# Tinytrella pusilla
Genre
Espèce
Synonymes
- Textricella pusilla Forster, 1959

Tinytrella pusilla, unique représentant du genre Tinytrella, est une espèce d'araignées aranéomorphes de la famille des Anapidae.

## Distribution
Cette espèce est endémique de Nouvelle-Zélande. Elle se rencontre sur l'île du Sud et l'île du Nord.

## Description
Le mâle holotype mesure 0,85 mm et la femelle paratype 0,89 mm.

## Publications originales
- Forster, 1959 : The spiders of the family Symphytognathidae. Transactions of the Royal Society of New Zealand, vol. 86, p. 269-329 (texte intégral).
- Rix & Harvey, 2010 : The spider family Micropholcommatidae (Arachnida, Araneae, Araneoidea): a relimitation and revision at the generic level. ZooKeys, vol. 36, p. 1-321 (texte intégral).